# Calamondin
Citrus microcarpa
Espèce
Classification phylogénétique
Le calamondin, calamansi, lime des Philippines, citron des Philippines ou oranger d'appartement est un agrume apprécié pour sa floraison remontante et parfumée, par son abondante fructification toute l'année, faite de petits fruits colorés qui restent longtemps sur l'arbre.
Les fruits sont comestibles, juteux et aromatiques, la peau est sucrée, la pulpe acide. Il est largement utilisé dans la cuisine des Philippines.

## Dénomination

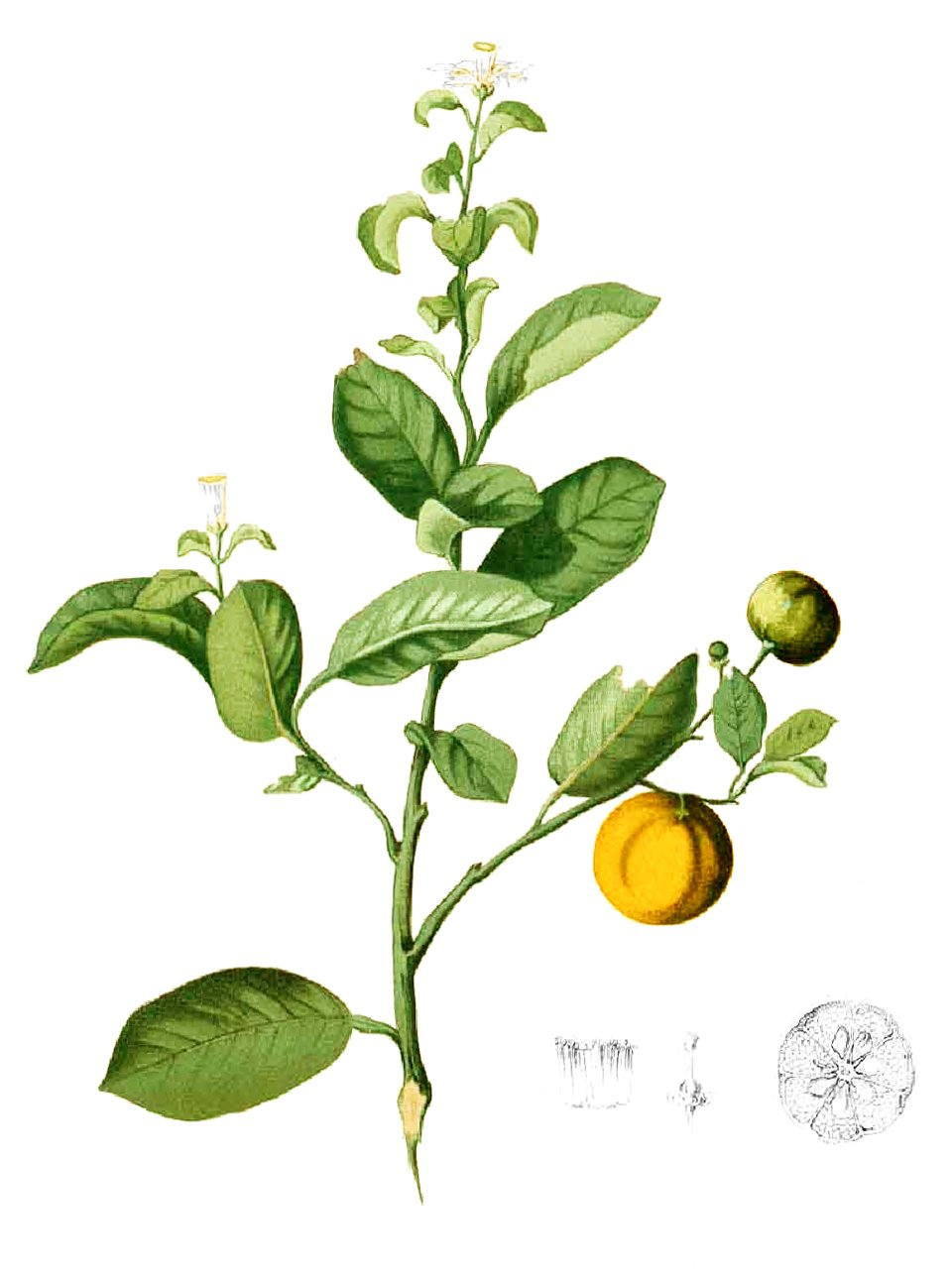
F. M. Blanco - Flora de Filipinas - Citrus madurensis. 1837

Les noms botaniques sont Citrus × microcarpa Bunge 1832, Citrus madurensis Lour. Il avait été décrit au rang d'espèce sous le noms de Citrus mitis Blanco (1837) par Swingle (1914) et par Hume (1926). Puis ×Citrofortunella mitis (Blanco) J. Ingram et H.E. Moore (1975), Citrofortunella microcarpa (Bunge) Wijnands est retenu par Givaudan Citrus Variety Collection at UC Riverside, Citrus reticulata × Fortunella margarita.
Le calamondin ne doit pas être confondu avec le Pontianak variété microcarpa de mandarine (C. nobilis Nour, var microcarpa Hassk.) Jeruk Siam Banjar de l'île de Bornéo, village de Karang Bunga, district de Mandastana.
En chinois 四季桔 (Sìjì jú) orange quatre saisons, en tagalog le calamondin est nommé kalamansi, Jeruk kalamansi (agrume kalamansi) et citron des Philippines, en cebu philippin limonsito , en malais limau kasturi ( malais ), orange musquée , orange amère. Le terme calamondin apparait en français dans la décennie 1930 classé dans les miles acides, en 1930 Tyozaburo Tanaka qui le dit consommé comme succédané du citron à Manille pense qu'il est trop petit pour avoir un avenir commercial. En 1914, A. Guillemin du Muséum n'a jamais vu Citrus Mitis : « Mon opinion, qui n'est qu'une hypothèse pure, est qu'il faut rapprocher cette plante des hybrides de Limettier doux et de Citronnier ».
Dans le sud de la Chine et de Taïwan il est nommé szukai-kat. Au Japon, son nom est シキキツ (shikikitsu) ou 四季橘 (shiki tachibana) fruit des 4 saisons, et tôkinkan.

## Origine

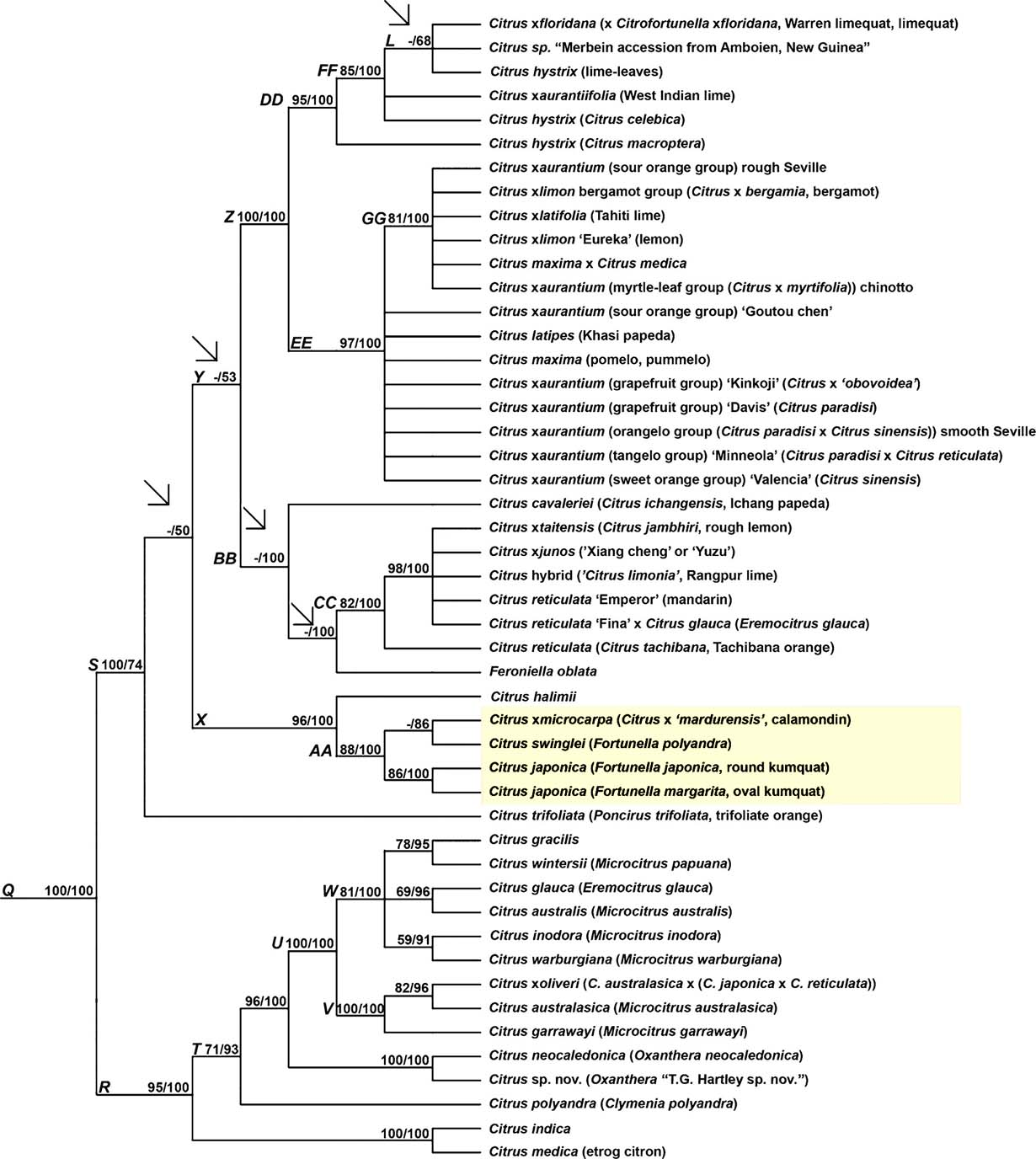
Chez Bayer et Mabberley le calamondin appartient à un clade AA qui contient toutes les espèces de kumquats Fortunella, C. polyandra, C. japonica, F. japonica et F. margarita

Selon les données SSR le calamondin est un hybride d'orangequat (C. japonica ×C. reticulata Blanco var. austera Swingle), et un des parents maternels est probablement un kumquat (C. japonica), la petite proportion d'allèles mandarine laisse penser que la mandarine est parent paternel (fécondateur).
Il se serait répandu depuis la Chine (voir la phylogénie des kumquats), Suki Chieh en Indonésie et aux Philippines puis ultérieurement en Inde et dans toute l'Asie du Sud et du Sud-Est. Il est cultivé aux Philippines à Hawaï et aux États-Unis.

## Description

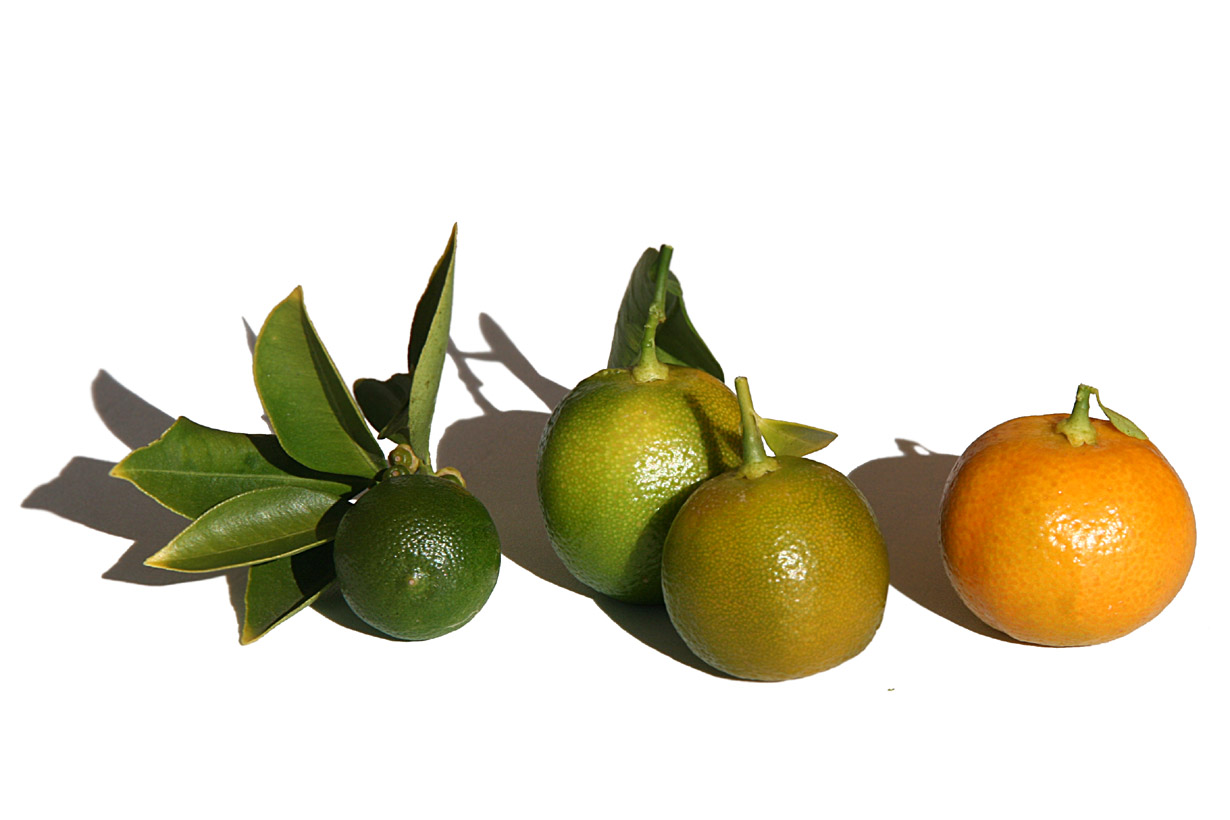
Stades de maturité du calamondin

Arbuste ou petit arbre légèrement épineux de 2 à 7,5 m de haut à l'état sauvage. Feuilles alternes, elliptiques à obovales, de 3,8 / 1,4 cm, bords légèrement crénelés. Couleur vert foncé brillant dessus, vert pâle dessous, aromatiques.
Fleurs blanches, parfumées, de 2 cm de large, 5 pétales de 1 à 2 cm de long. 
Fruit de 4,5 ± 0,5 cm de diamètre à maturité, aplati, jaune à oranger. Pulpe orange, juteuse, présence de graines .généralement polyembryonnées. L'exocarpe du fruit vert pauvre en albedo contient une flavonoïde C-glycosylé inhibitrice contre la tyrosinase responsable de l'hyperpigmentation de la peau humaine et le brunissement enzymatique des fruits. 
La peau du fruit mûr est, comme celle du kumquat, sucrée.

## Culture
La reproduction par semis de graines donne des fruits variables, une équipe chinoise a distingué 4 catégories de variations un groupe avec des fruits à peu de segments riche en cellules d'huile essentielle, un petit groupe donne des arbres à fort rendement riches en acide ascorbique et avec peu de graines, un 3e groupe avec des fruits petits et enfin un groupe majoritaire avec des fruits juteux plus gros. Les auteurs concluent que le semis est une voie de sélection variétale.
Le rendement des calamondins est plus faible sur les porte greffe citrange Carrizo et citrumelo Swingle. 
Rusticité en extérieur USDA 10 à 11 a (supporte au plus bas −1 °C). Il nécessite un sol souple et toujours humide. Certaines source indiquent qu'il peut tolérer de courtes périodes de gel > −4 °C et qu' il résiste aux intérieurs secs et chauds en hiver. La plante supporte bien la culture en pot

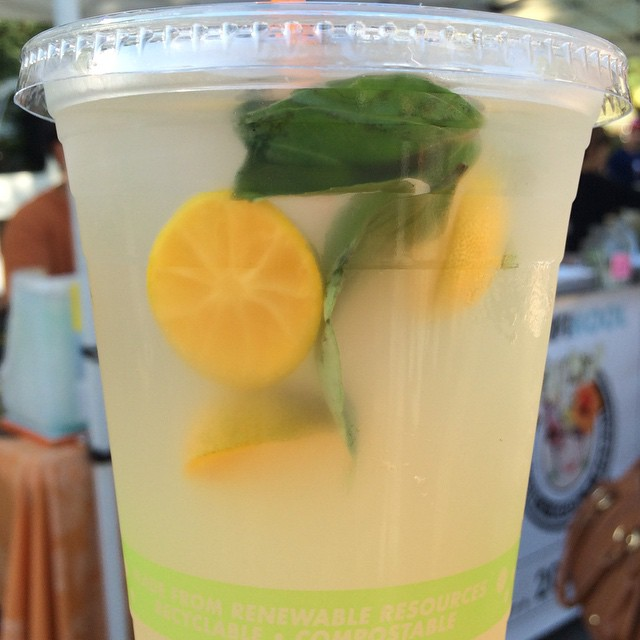
Soda au gingembre thaï (Gingerade) avec basilic et calamondin

## Utilisations

### Plante décorative
Le calamondin est une plante décorative largement diffusée, en petits pots comme décoration d'intérieur. Le principal producteur le vend sous la marque Oriana avec une hauteur de 12 cm. L'arbre fleurit et fructifie toute l'année.

### Santé
L'extrait aqueux d'écorce de calamondin immature est un puissant antioxydant. 5 flavonoïdes naringine et hespéridine principalement, 3′,5′-Di-C-β-glucopyranosylphlorétine, la  nobilétine et la tangeretine sont identifiés (2013) et il faut remarquer que les teneurs de ces deux derniers augmentent avec la maturité. 

### Alimentation - boissons

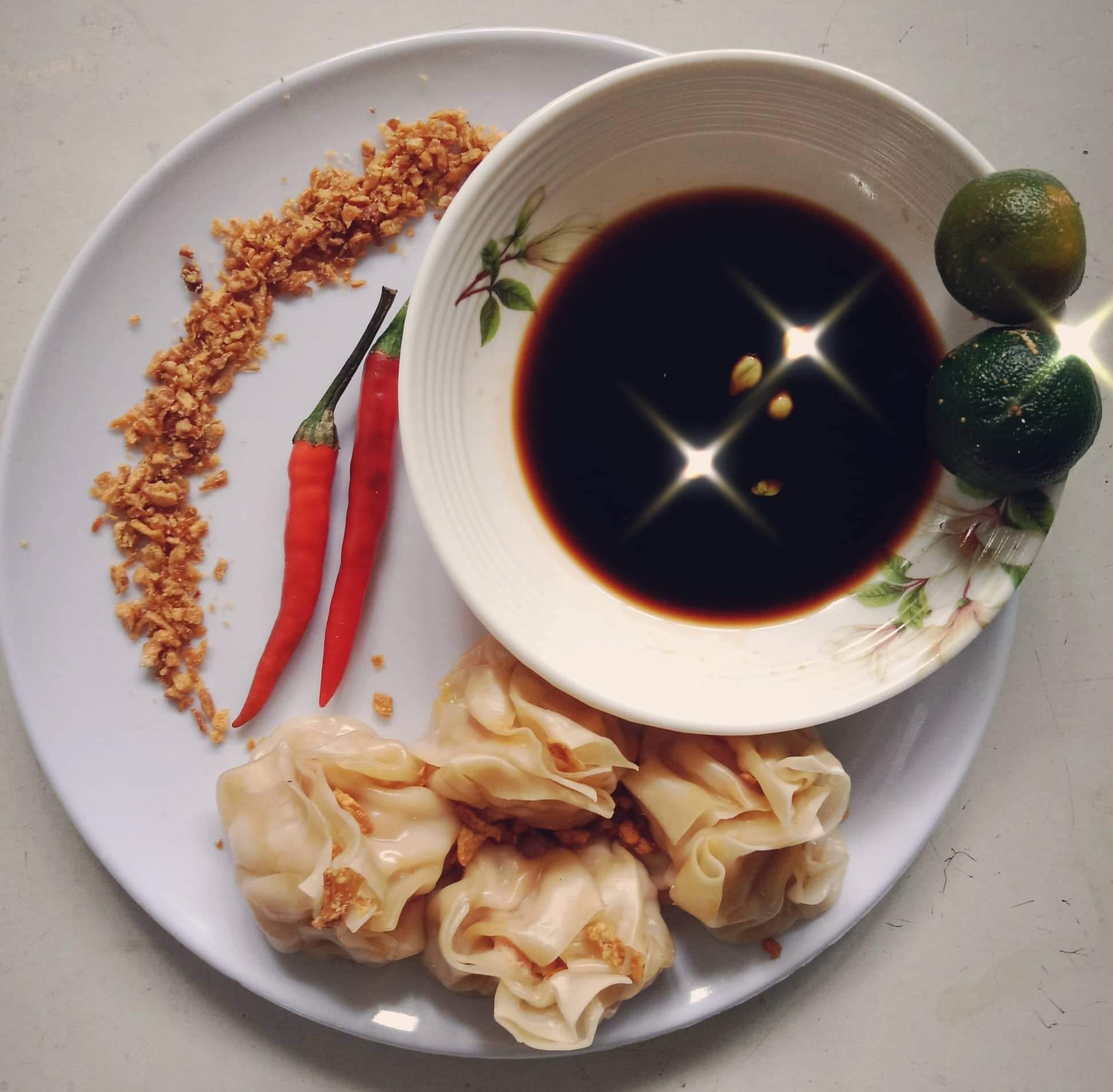
Siomay philippins cuits à la vapeur servis avec sauce soja au jus de calamondin vert

Il est principalement produit aux Philippines et en Indonésie dans la province de Bengkulu qui en produisait 120000 t/an en 2020 pour y être transformé en jus. Ce jus est un aromate, un condiment des plats, marinades, et conserves., une base de sodas. On le trouve également dans les cuisines malaisienne et indonésienne. 

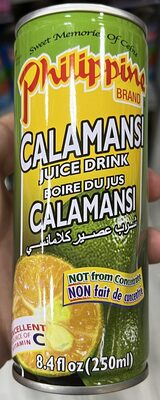
Boisson au calamansi (eau, sucre, calamansi 8%, acide ascorbique)

Le fruit du calamondin agrémente les sauces soja, le vinaigre et le chili dans la cuisine philippine. Les fruits sont également utilisés pour aromatiser les plats à base de viande et de poisson, ainsi que les boissons.
Ils peuvent également être cuisinés en marmelade, ou dans gâteaux, tartes et glaces. Une liqueur à base de vodka et de sucre peut être préparée.
L'addition de fibres de calamondin dans la pâte et le pain mantou (petit pain cuit à la vapeur) lui donne une bonne qualité sensorielle et nutritionnelle - elles le rendent moins mou, et lui donnent du goût et une capacité antioxydante - elle pouvait partiellement remplacer de la farine de blé affirmait une publication taïwanaise en 2014.

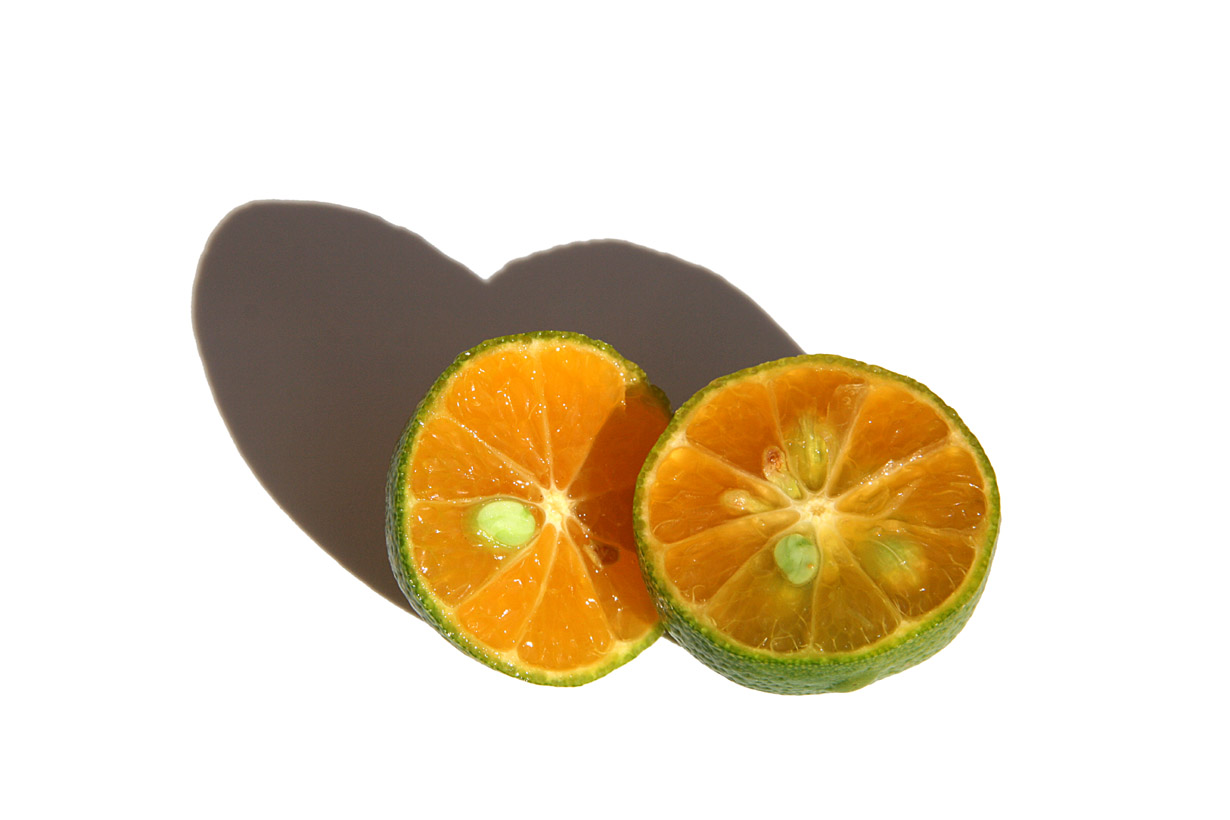
Calamondin en coupe: albedo quasi inexistant

## Huile essentielle

### Riche en limonène
L'extraction à l'hexane a montré la présence de 5 composants singulier sur 56 (1996), les auteurs soulignent la proximité avec l'huile essentielle de kumquat. Le limonène, l'oxyde de cis-linalool, le linalol, l'α-terpinéol, le (E,E)-2,4-décadiénal et l'anthranilate de méthyle N-méthyle sont les principaux composants aromatiques sur 98 composants identifiés (2002). En 2012, une extraction à l'hexane de fruits de 3 provenances (Malaisie, Viet-Nam, Philippines) donne des résultats hétérogènes de composés oxygénés (forte présence de méthyl N-anthranilate dans le calamansi de Malaisie). Le calamondin des Philippines contient la plus grande quantité d'acides phénoliques totaux (4 acides hydroxycinnamiques - acides caféique, p -coumarique, férulique et sinapique sont présents dans la peau). 
Les composés oxygénés des volatils (2 %) sont deux fois moins présents que chez le kumquat (4,25 %). Les flavonoïdes (calamondine, et diverses à base de disomine), les phytostérols (dont principalement l'amyrine) et de grandes quantités de limonoïdes ont des effets antioxydants qui peuvent prévenir des maladies chroniques (2017). 

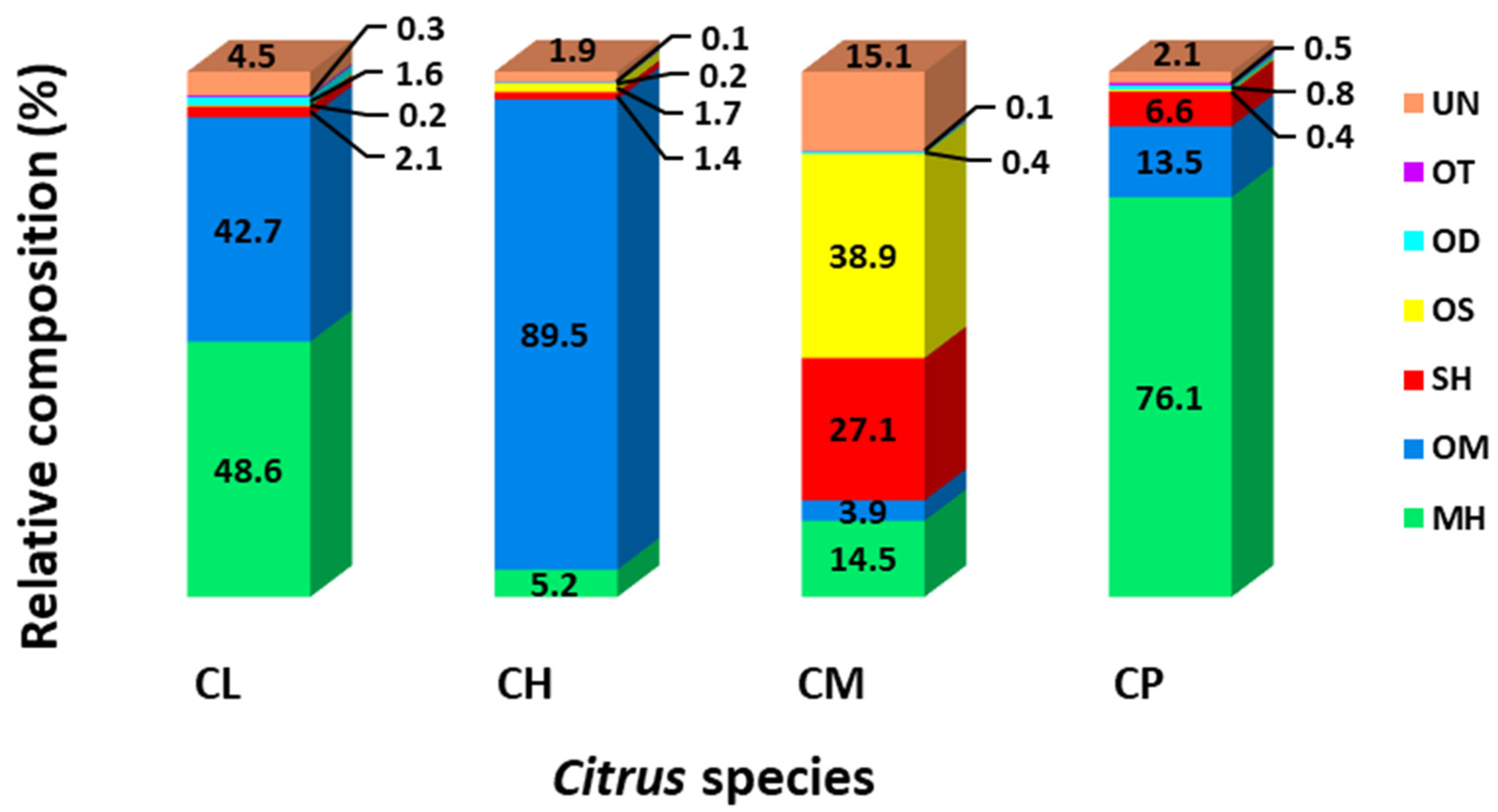
Composition comparée des H.E. de feuilles : C. limon (CL), C. hystrix (CH), C. microcarpa (CM) et C. pyriformis (CP). Hydrocarbures monoterpéniques (MH), des monoterpènes oxygénés (OM), des hydrocarbures sesquiterpéniques (SH), des sesquiterpènes oxygénés (OS) dont le calamondin est spécialement riche, des diterpènes oxygénés (OD), d'autres sous-groupes de métabolites (OT) et des composés non identifiés (UN).

L'huile essentielle de la fleur (1,1 %) est également dominée par le limonène (74,5 %). La feuille 0,8 % d'H.E. a pour principal composant le sesquiterpène (le sesquiterpène (82 %) avec l'élémol (37,5 %). 

### Méthode d'extraction
Une étude de la Faculté de Manille à partir de déchets de pressage hydro-distillés donne 96,7 % d -limonène de loin principal constituant de l'huile essentielle de calamansi. L'extraction par hydrodistillation assistée par micro-ondes (MAHD) donne des niveaux plus élevés de composés, des valeurs économiques significatives et un bon bilan environnemental (faible consommation d'énergie). Les principaux composés volatils de cette H.E. sont le limonène (96 %, énorme proportion), le β-myrcène (1 %), le 1R-α-pinène (0,3 %), le sabinène (0,6 %), le 1,6-cyclodécadiène (1,6 %) , ϒ-eudesmol (0,2 %), β-eudesmol (0,2 %), α-eudesmol (0,2 %).

### Propriétés
Le parfum du néroli de calamondin est décrit comme sucré. La fragrance apparaît en parfumerie en 2005. L'huile essentielle est commercialisée comme parfum d'ambiance.
Les composés phénoliques sont dominants dans l'extrait de kumquat et de calamondin (à l'opposé des autres agrumes), leur bioactivité a été mise à jour en 2017, ce sont des antioxydants, antityrosinases, antimicrobiens, antitumoraux et antimétaboliques. La cytotoxicité de l'huile essentielle sur les cellulaires tumorales mammaires humaines (MCF-7) a été montrée (2018).

### voir aussi
Agrumes des Philippines (d'après Wester): 
- Miaray (Citrus miaray Wester 1917), Duroga (C. southwickii Wester.) et Bankit, synonymes of Combava. Citrus longispina